# محوطه رستم خانی کش
محوطه رستم خانی کش مربوط به دوران پیش از تاریخ ایران باستان تا دوران‌های تاریخی پس از اسلام است و در شهرستان رودبار، بخش عمارلو، روستای یکنم واقع شده و این اثر در تاریخ ۱۴ مرداد ۱۳۸۲ با شمارهٔ ثبت ۹۴۰۱ به‌عنوان یکی از آثار ملی ایران به ثبت رسیده است.